# 姶良市立西浦小学校
姶良市立西浦小学校（あいらしりつにしうらしょうがっこう）は鹿児島県姶良市蒲生町西浦にある市立小学校である。

## 沿革
蒲生小学校の分教場として、1878年（明治11年）3月に西浦大山神社の南隣に設立された。1880年（明治13年）3月に大山神社東側に移転し、西浦簡易小学校として独立した。1892年（明治25年）1月西浦尋常小学校となった。1902年（明治35年）7月小川内分教場が独立して小川内小学校となった。1911年（明治44年）に現在地に移転した。1941年（昭和16年）4月西浦国民学校となり、このときに高等科を設置した。1947年（昭和22年）4月蒲生町立西浦小学校となり、また蒲生中学校西浦分校を併設した。1966年（昭和41年）5月蒲生中学校西浦分校が廃止され、教室が返還されている。

### 年表
- 1878年（明治11年）3月 - 蒲生小学校西浦分教場として設立。
- 1880年（明治13年）3月 - 移転し西浦簡易小学校となる。
- 1892年（明治25年）1月 - 西浦尋常小学校となる。
- 1902年（明治35年）7月 - 小川内分教場が独立。
- 1911年（明治44年） - 現在位置に移転する。
- 1941年（昭和16年）4月 - 西浦国民学校となり、高等科を併設する。校舎を新築。
- 1947年（昭和22年）4月 - 蒲生町立西浦小学校となる、蒲生町立蒲生中学校西浦分校を併設。
- 1953年（昭和28年） - 旧校舎を現在位置に移転する。
- 1960年（昭和35年）
  - 3月 - 講堂完成。
  - 5月 - 完全給食実施。
- 1966年（昭和41年）5月 - 蒲生中学校西浦分校廃止。
- 1970年（昭和45年）4月 - 複式3学級となる。
- 1984年（昭和59年）3月 - 鉄筋コンクリート校舎が完成する。
- 2010年（平成22年）3月23日 - 合併により姶良市立となる。